# Vaumoise
Vaumoise is een gemeente in het Franse departement Oise (regio Hauts-de-France). De plaats maakt deel uit van het arrondissement Senlis. Vaumoise telde op 1 januari 2022 1.000 inwoners.

## Geografie
De oppervlakte van Vaumoise bedroeg op 1 januari 2022 3,13 vierkante kilometer; de bevolkingsdichtheid was toen 319,5 inwoners per km².

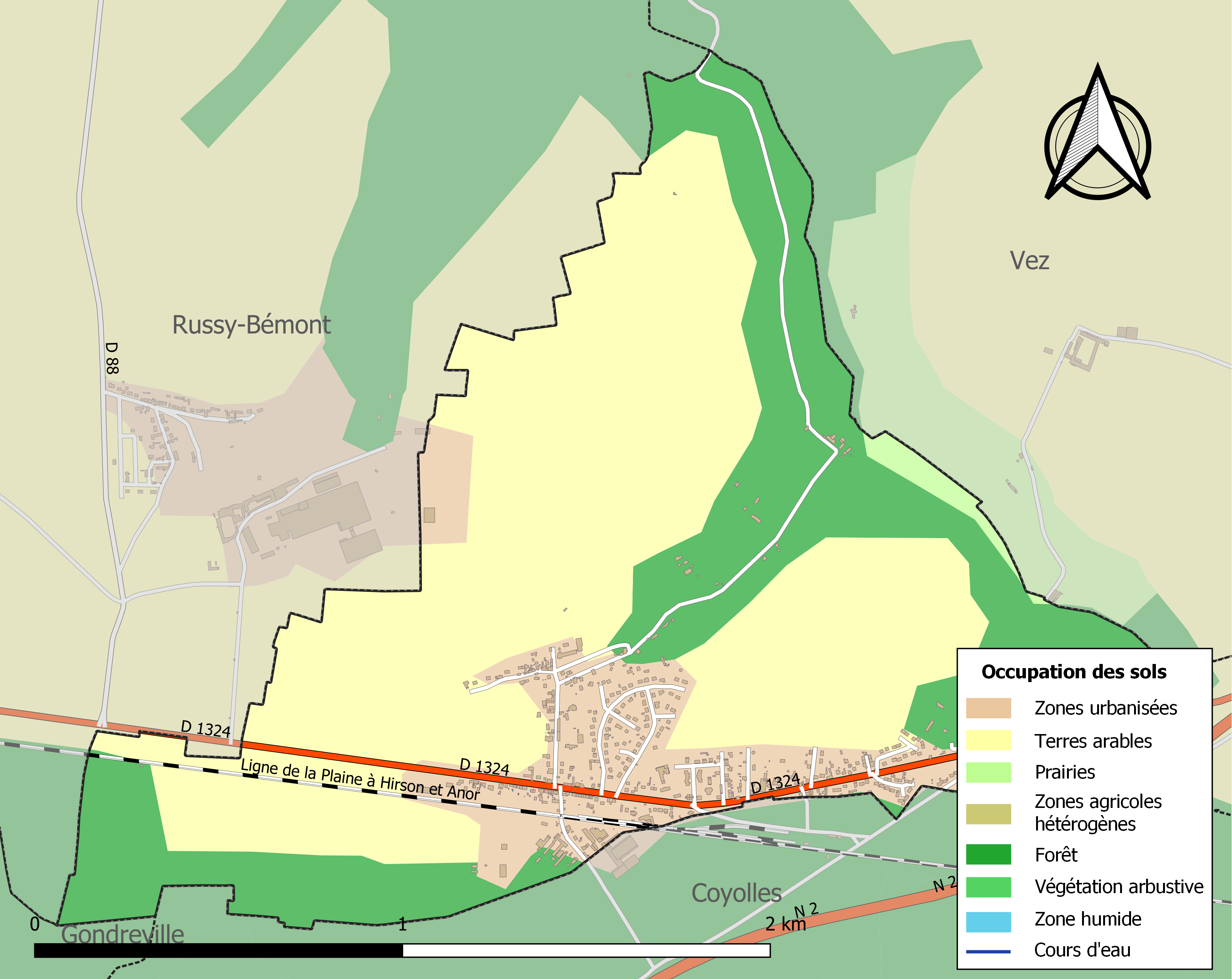
Kaart van de gemeente met belangrijkste infrastructuur, bodemgebruik en omliggende gemeenten

## Demografie
Onderstaande figuur toont het verloop van het inwonertal (bron: INSEE-tellingen).

## Afbeeldingen

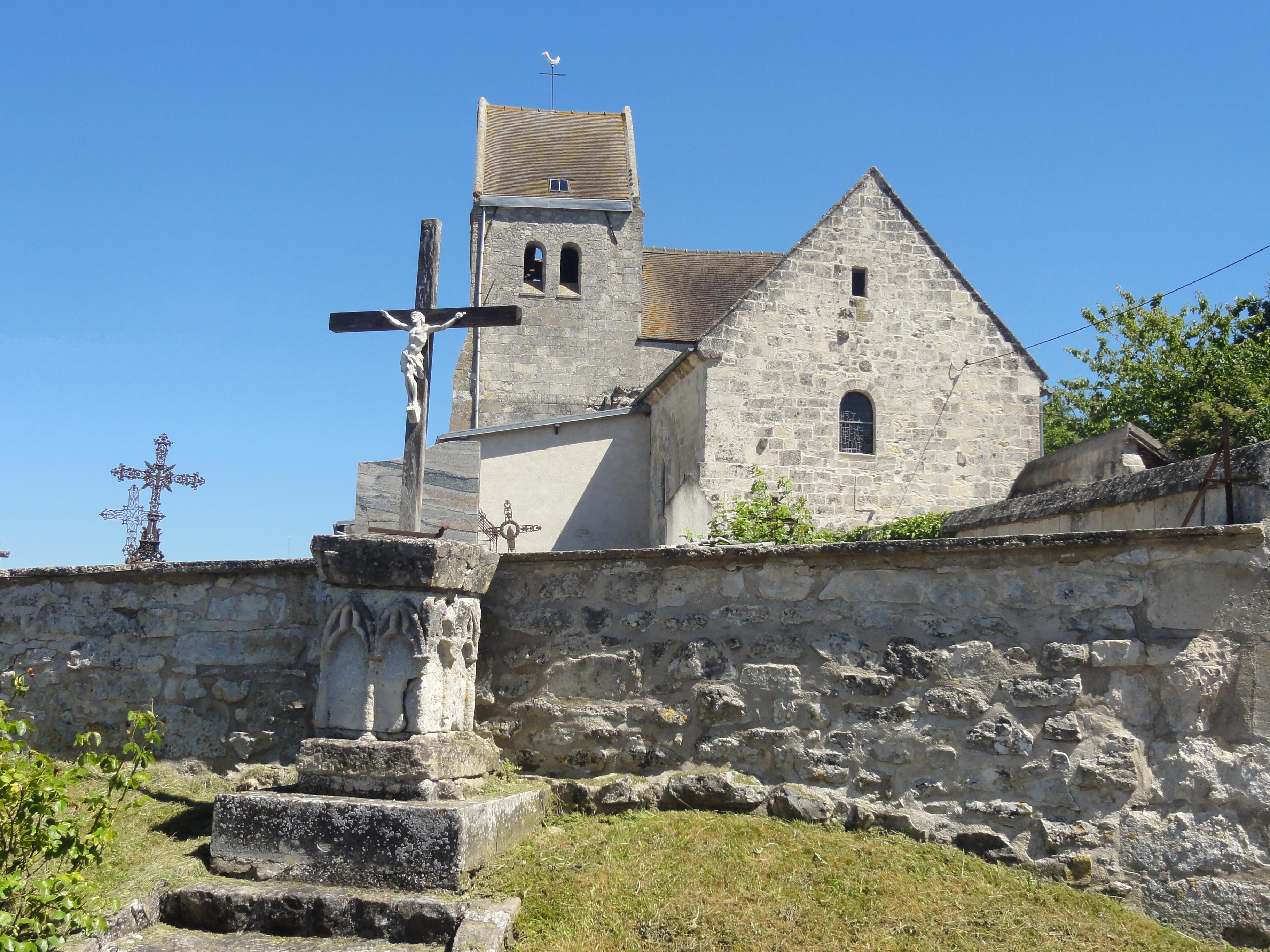
Église Saint-Pierre
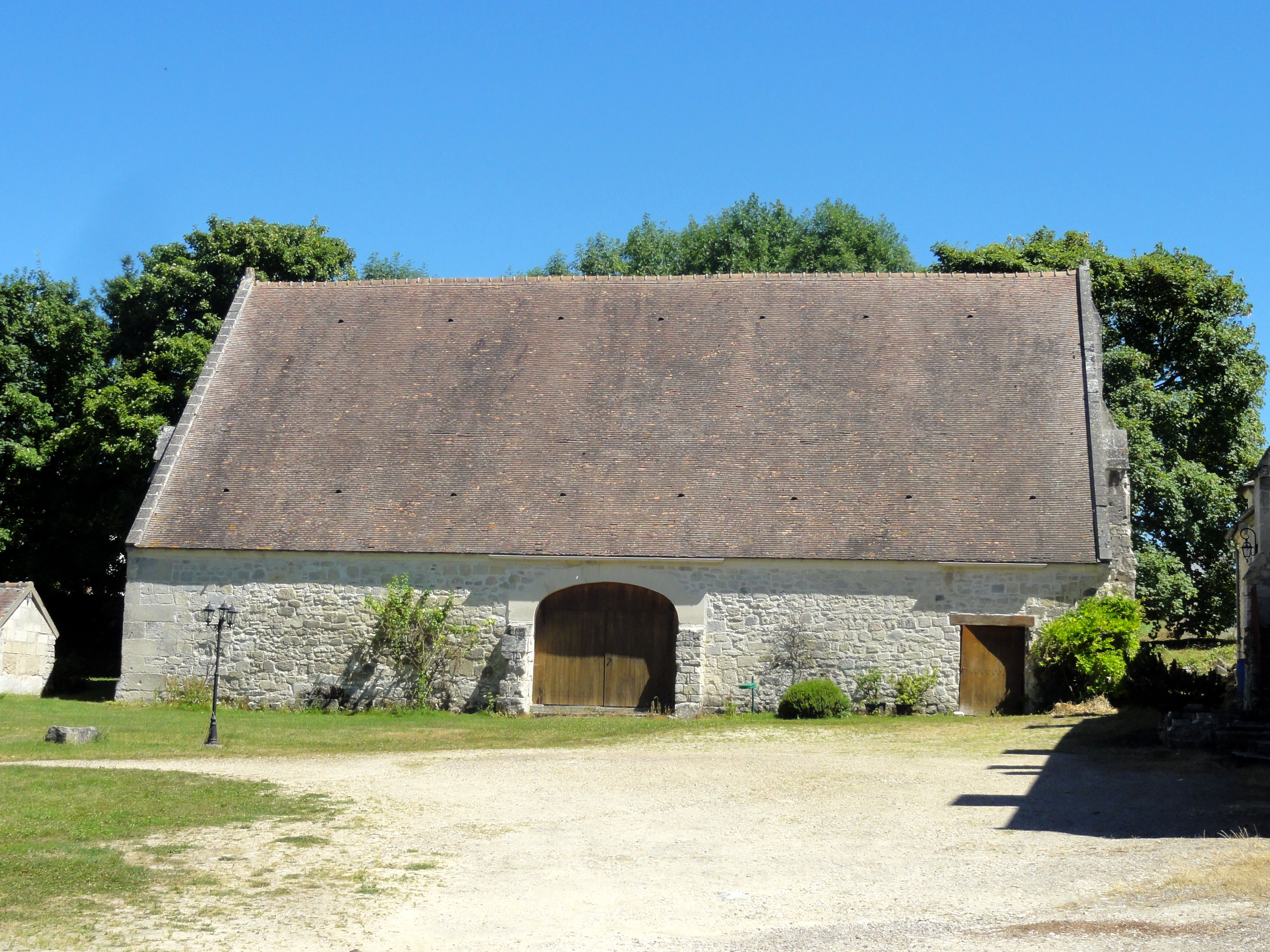
Tiendenschuur
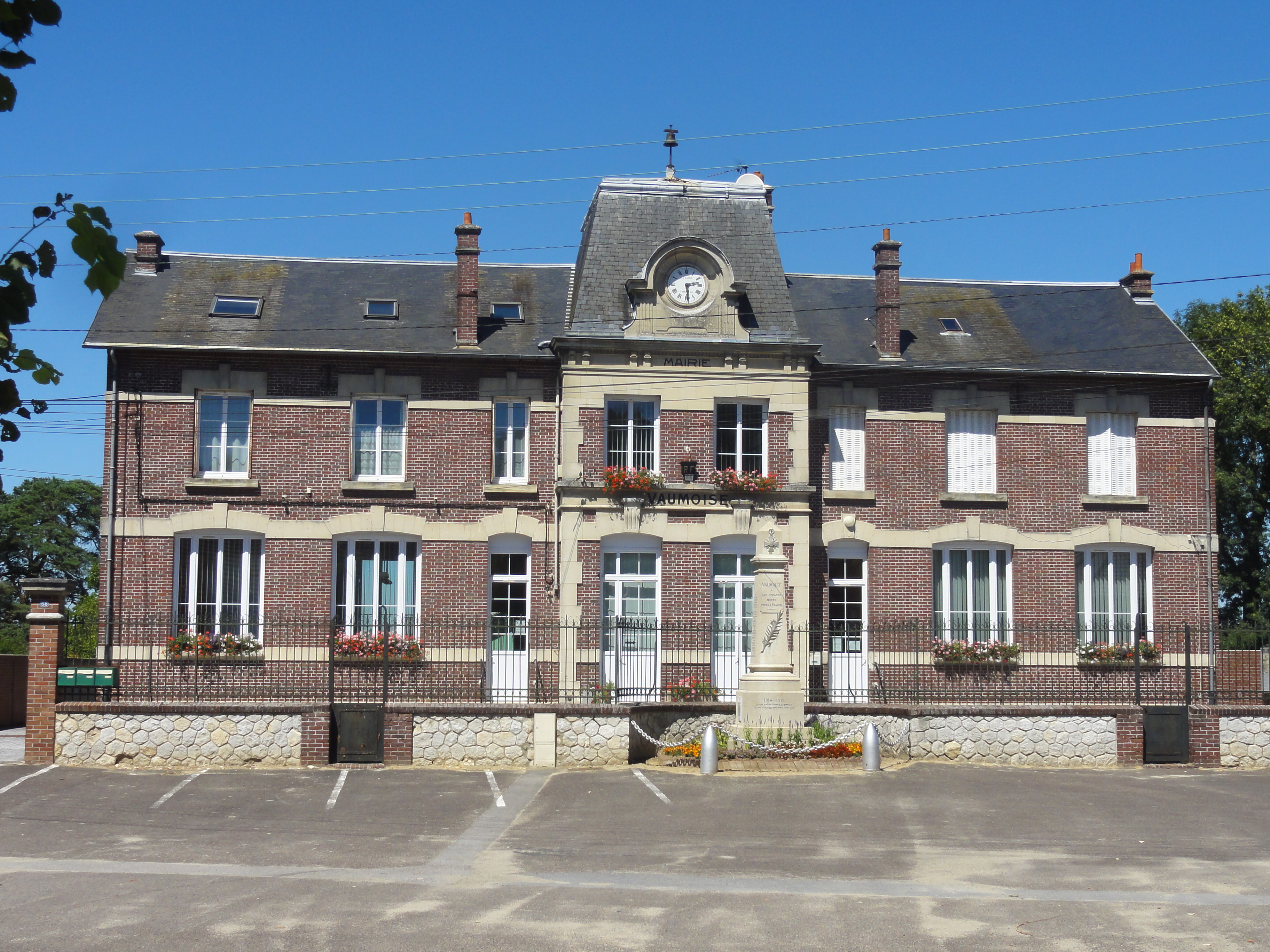
Gemeentehuis